# Phthirusa clandestina
Phthirusa clandestina är en tvåhjärtbladig växtart som beskrevs av Carl Friedrich Philipp von Martius. Phthirusa clandestina ingår i släktet Phthirusa och familjen Loranthaceae. Inga underarter finns listade i Catalogue of Life.